# Нэнси Дрю. Секрет старинных часов
«Нэнси Дрю. Секрет старинных часов» (англ. Nancy Drew: Secret of the Old Clock) — 12-я компьютерная игра-квест из серии «Нэнси Дрю». Игра создана по мотивам самой первой книги о девушке-детективе — «Тайна старых часов», вышедшей в 1930 году.

## Игровой процесс
Начиная с «Тайна ранчо теней», в геймплее произошли некоторые изменения. Теперь экран поделён на две основные части: в верхней отображается вид на локацию от первого лица, там же можно выбирать действия и перемещаться между локациями, а в нижней расположены значки выхода в меню, инвентаря, блокнота с заметками о текущем деле и списке дел, а также телефона, с помощью которого Нэнси может звонить другим персонажам игры, читать почту и искать информацию в Интернете. В данной игре серии, однако, Нэнси придётся пользоваться телефоном возле гостиницы, а вместо иконки мобильного телефона будет значок кошелька. При диалоге деление происходит на три части, и в нижней части появляется поле диалога. Локации в игре можно осмотреть, поворачиваясь на все 360 градусов.
В игре курсором мыши можно было и взаимодействовать с предметами и перемещаться по локациям. Кроме обычного геймплея point-and-click, не скатывающегося к изнуряющему пиксель-хантингу, в игре приходится решать головоломки, которые можно усложнить, выбрав более высокий уровень сложности при старте игры. Он будет влиять и на число подсказок, встречающихся в игре. Менять уровень в ходе прохождения нельзя.
В игре есть возможность, называемая «Второй шанс»: если героиня попадает в смертельную ловушку, либо делает критическую ошибку, то появляется кнопка «второй шанс», которая возвращает её на место прямо перед произошедшим.
Если игрок не знает, что делать дальше, он может проверить записи Нэнси в блокноте, либо позвонить своему отцу — Карсону Дрю.
Помимо этого в данной игре серии Нэнси придётся пользоваться автомобилем, который необходимо заправлять и ремонтировать. Также в ходе игры Нэнси предоставляется возможность порыбачить.

## Сюжет
Нэнси Дрю, девушка-детектив из провинции США, приезжает в гости к своей подруге Эмили, которой внезапно умершая мать оставила в наследство небольшую гостиницу. После смерти матери Эмили находится в бедственном положении и надеется, что богатый сосед, который любил бывать у неё в гостях, оставит ей в наследство крупную сумму денег. Но после того, как он умер, выясняется, что деньги должен получить человек, который называет себя «экстрасенсом и близким другом покойного», хотя Эмили видит его впервые. В самой гостинице дела обстоят не лучше — постоянно слышатся странные голоса и происходят различные несчастные случаи. Что это — происки злых сил или мошенников? Нэнси предстоит расследовать это дело и узнать, что происходит. Это самое первое дело девушки-детектива.

## Озвучивание
- В русской версии главную героиню озвучивает Наталья Ионова — певица, выступающая под псевдонимом Глюк’oZa[3].

## Отзывы
| Сводный рейтинг       | Сводный рейтинг |
| Агрегатор             | Оценка          |
| --------------------- | --------------- |
| GameRankings          | 80,43 %         |
| Metacritic            | 80              |
| MobyRank              | 76              |
| Иноязычные издания    |                 |
| Издание               | Оценка          |
| GameZone              | 7,8             |
| AdventureGamers       | 4               |
| Русскоязычные издания |                 |
| Издание               | Оценка          |
| Absolute Games        | 46 %            |